# The Final Frontier World Tour
Tournées par Iron Maiden
Somewhere Back in Time World Tour Maiden England World Tour
The Final Frontier World Tour est une tournée de concerts du groupe de heavy metal Iron Maiden.

## Historique
La première étape de la tournée a été annoncée le 4 mars, incluant les dates pour l'Amérique du Nord et l'Europe.
Le 2 novembre, le groupe annonce un total de 29 représentations supplémentaires sur 66 jours, départ à Moscou le 11 février 2011 passant par Singapour, l'Indonésie, la Corée du Sud, le Japon, le Mexique, l'Amérique du Sud, la Floride et en couvrant les dates australiennes auparavant annoncées. Le groupe confirme également qu'ils utiliseraient de nouveau un Boeing 757 converti en « Ed Force One », comme pour la tournée Somewhere Back in Time World Tour que la liste des titres serait modifiée pour inclure les nouvelles chansons du nouvel album The Final Frontier ainsi que les chansons les plus anciennes.
Dix dates pour l'étape au Royaume-Uni sont annoncées le 11 novembre pour juillet et août 2011, avec la dernière représentation à Londres confirmée pour être la dernière de la tournée. Le 18 novembre, le groupe poursuit sa tournée européenne avec huit dates additionnelles dans ce continent, englobant l'Allemagne, les Pays-Bas et la France. Les dates européennes sont suivies d'une nouvelle annonce de la part du groupe, communiquant leur participation au festival Rock Werchter en Belgique le 30 novembre, et au festival Nova Rock Festival en Autriche le 10 décembre.
La tournée 2011 marque également la participation d'Iron Maiden au Sonisphere Festival, confirmant plusieurs dates : le 14 décembre à Varsovie, le 17 décembre à Madrid, le 20 décembre à Bâle, à Imola en Italie le 2 février, en République tchèque le 8 février, à Athènes le 24 février, à Sofia le 10 mars et Istanbul le 2 avril.
Dans l'ensemble, trois dates ont été annulées et une qui a été reportée. D'abord au Japon, où la région de Tōhoku fut frappée par un tremblement de terre le 11 mars 2011, les deux représentations japonaises ont été annulées. Le concert à Rio de Janeiro a été reporté à la nuit suivante, après que la barrière de devant s'est effondrée pendant la chanson d'ouverture. Le 14 juin, il est annoncé que le festival du Sonisphere en Bulgarie, qui devait se dérouler à Sofia, a été officiellement annulée. Un communiqué publié sur le site officiel d'Iron Maiden a affirmé que cela était dû à « des problèmes logistiques ».

## Set-list

### The Final Frontier World Tour 2010
- Ouverture : Doctor, Doctor (reprise d'UFO)
- Intro : Mars, The Bringer of War (Gustav Holst)
- The Wicker Man
- Ghost of the Navigator
- Brighter Than a Thousand Suns
- Wrathchild
- El Dorado
- Paschendale
- Dance of Death
- The Reincarnation of Benjamin Breeg
- These Colours Don't run
- Blood Brothers
- Wildest Dreams
- No More Lies
- Brave New World
- Fear of the Dark
- Iron Maiden
- The Number of the Beast
- Hallowed Be Thy Name
- Running Free
- Fermeture : Always Look on the Bright Side of Life (reprise de Monty Python)

### The Final Frontier World Tour 2011
- Ouverture : Doctor, Doctor (reprise d'UFO)
- Satellite 15... The Final Frontier
- El Dorado
- 2 Minutes to Midnight
- The Talisman
- Coming Home
- Dance of Death
- The Trooper
- The Wicker Man
- Blood Brothers
- When the Wild Wind Blows
- The Evil that Men Do
- Fear of the Dark
- Iron Maiden

Rappel
- The Number of the Beast
- Hallowed Be Thy Name
- Running Free
- Fermeture : Always Look on the Bright Side of Life (reprise de Monty Python)

## Dates
| Amérique du Nord           |                               |              |                                                    |
| 9 juin 2010                | Dallas (Texas)                | États-Unis   | SuperPages.com Center                              |
| 11 juin 2010               | The Woodlands (Texas)         | États-Unis   | Cynthia Woods Mitchell Pavilion                    |
| 12 juin 2010               | San Antonio (Texas)           | États-Unis   | AT&T Center                                        |
| 14 juin 2010               | Greenwood Village (Colorado)  | États-Unis   | Comfort Dental Amphitheatre                        |
| 16 juin 2010               | Albuquerque (Nouveau-Mexique) | États-Unis   | The Pavilion                                       |
| 17 juin 2010               | Phoenix (Arizona)             | États-Unis   | Cricket Wireless Pavilion                          |
| 19 juin 2010               | San Bernardino (Californie)   | États-Unis   | San Manuel Amphitheater                            |
| 20 juin 2010               | Concord (Californie)          | États-Unis   | Sleep Train Pavilion                               |
| 22 juin 2010               | Auburn (Washington)           | États-Unis   | White River Amphitheatre                           |
| 24 juin 2010               | Vancouver                     | Canada       | General Motors Place                               |
| 26 juin 2010               | Edmonton (Alberta)            | Canada       | Rexall Place                                       |
| 27 juin 2010               | Calgary (Alberta)             | Canada       | Pengrowth Saddledome                               |
| 29 juin 2010               | Saskatoon (Saskatchewan)      | Canada       | Credit Union Centre                                |
| 30 juin 2010               | Winnipeg (Manitoba)           | Canada       | MTS Centre                                         |
| 3 juillet 2010             | Toronto (Ontario)             | Canada       | Molson Amphitheatre                                |
| 6 juillet 2010             | Ottawa (Ontario)              | Canada       | Ottawa Bluesfest at LeBreton Flats Park            |
| 7 juillet 2010             | Montréal (Québec)             | Canada       | Centre Bell                                        |
| 9 juillet 2010             | Québec                        | Canada       | Festival d'été de Québec sur les plaines d'Abraham |
| 11 juillet 2010            | Holmdel (New Jersey)          | États-Unis   | PNC Bank Arts Center                               |
| 12 juillet 2010            | New York                      | États-Unis   | Madison Square Garden                              |
| 14 juillet 2010            | Burgettstown (Pennsylvanie)   | États-Unis   | First Niagara Pavilion                             |
| 15 juillet 2010            | Cuyahoga Falls (Ohio)         | États-Unis   | Blossom Music Center                               |
| 17 juillet 2010            | Clarkston (Michigan)          | États-Unis   | DTE Energy Music Theatre                           |
| 18 juillet 2010            | Tinley Park (Illinois)        | États-Unis   | First Midwest Bank Amphitheatre                    |
| 20 juillet 2010            | Bristow (Virginie)            | États-Unis   | Jiffy Lube Live                                    |
| Europe                     |                               |              |                                                    |
| 30 juillet 2010            | Dublin                        | Irlande      | The O2                                             |
| 1er août 2010              | Knebworth                     | Royaume-Uni  | Knebworth House Sonisphere Festival                |
| 5 août 2010                | Wacken                        | Allemagne    | Wacken Open Air                                    |
| 7 août 2010                | Stockholm                     | Suède        | Stora Skuggan Sonisphere Festival                  |
| 8 août 2010                | Pori                          | Finlande     | Kirjurinluoto Sonisphere Festival                  |
| 11 août 2010               | Bergen                        | Norvège      | Koengen                                            |
| 14 août 2010               | Budapest                      | Hongrie      | Sziget Festival                                    |
| 15 août 2010               | Cluj-Napoca                   | Roumanie     | Polus Center                                       |
| 17 août 2010               | Codroipo                      | Italie       | Villa Manin                                        |
| 19 août 2010               | Hasselt                       | Belgique     | Pukkelpop                                          |
| 21 août 2010               | Valence                       | Espagne      | Auditorio Marina Sur                               |
| Russie, Asie et Océanie    |                               |              |                                                    |
| 11 février 2011            | Moscou                        | Russie       | Olimpiyskiy Stadion                                |
| 15 février 2011            | Singapour                     | Singapour    | Singapore Indoor Stadium                           |
| 17 février 2011            | Jakarta                       | Indonésie    | Bung Karno Stadium                                 |
| 20 février 2011            | Bali                          | Indonésie    | Garuda Wisnu Kencana                               |
| 23 février 2011            | Melbourne                     | Australie    | Hisense Arena                                      |
| 24 février 2011            | Sydney                        | Australie    | Sydney Entertainment Centre                        |
| 26 février 2011            | Brisbane                      | Australie    | Soundwave Festival                                 |
| 27 février 2011            | Sydney                        | Australie    | Soundwave Festival                                 |
| 4 mars 2011                | Melbourne                     | Australie    | Soundwave Festival                                 |
| 5 mars 2011                | Adélaïde                      | Australie    | Soundwave Festival                                 |
| 7 mars 2011                | Perth                         | Australie    | Soundwave Festival                                 |
| 10 mars 2011               | Séoul                         | Corée du Sud | Jamsil Gymnasium                                   |
| 12 mars 2011               | Tokyo                         | Japon        | Saitama Super Arena (annulé séisme de Tōhoku)      |
| 13 mars 2011               | Tokyo                         | Japon        | Saitama Super Arena (annulé séisme de Tōhoku)      |
| Amérique du Nord et du Sud |                               |              |                                                    |
| 17 mars 2011               | Monterrey                     | Mexique      | Teatro Banamex                                     |
| 18 mars 2011               | Mexico                        | Mexique      | Foro Sol                                           |
| 20 march 20, 2011          | Bogota                        | Colombie     | Centro de Eventos y Conciertos de Sopó             |
| 23 mars 2011               | Lima                          | Pérou        | Estadio Universidad San Marcos                     |
| 26 mars 2011               | São Paulo                     | Brésil       | Stade Cícero-Pompeu-de-Toledo                      |
| 27 mars 2011               | Rio de Janeiro                | Brésil       | HSBC Arena                                         |
| 30 mars 2011               | Brasilia                      | Brésil       | Ginásio Nilson Nelson Parking Lot                  |
| 1er avril 2011             | Belém                         | Brésil       | Parque de Exposições                               |
| 3 avril 2011               | Recife                        | Brésil       | Parque de Exposições                               |
| 5 avril 2011               | Curitiba                      | Brésil       | Expotrade Arena                                    |
| 8 avril 2011               | Buenos Aires                  | Argentine    | Estadio Vélez Sarsfield                            |
| 10 avril 2011              | Santiago                      | Chili        | Estadio Nacional de Chile                          |
| April 14, 2011             | San Juan                      | Porto Rico   | Coliseo de Puerto Rico, José Miguel Agrelot        |
| April 16, 2011             | Sunrise (Floride)             | États-Unis   | BankAtlantic Center                                |
| April 17, 2011             | Tampa (Floride)               | États-Unis   | St. Pete Times Forum                               |
| Europe                     |                               |              |                                                    |
| 28 mai 2011                | Francfort-sur-le-Main         | Allemagne    | Festhalle                                          |
| 29 mai 2011                | Oberhausen                    | Allemagne    | König Pilsener Arena (en)                          |
| 31 mai 2011                | Munich                        | Allemagne    | Olympiahalle                                       |
| 2 juin 2011                | Hambourg                      | Allemagne    | O2 World Hamburg                                   |
| 3 juin 2011                | Berlin                        | Allemagne    | O2 World                                           |
| 7 juin 2011                | Stuttgart                     | Allemagne    | Schleyerhalle                                      |
| 8 juin 2011                | Arnhem                        | Pays-Bas     | Gelredome                                          |
| 24 juin 2011               | Bâle                          | Suisse       | Sonisphere Festival                                |
| 27 juin 2011               | Paris                         | France       | Palais omnisports de Paris-Bercy                   |
| 28 juin 2011               | Paris                         | France       | Palais omnisports de Paris-Bercy                   |
| 30 juin 2011               | Roskilde                      | Danemark     | Roskilde Festival                                  |
| 1er juillet 2011           | Gothenburg                    | Suède        | Ullevi Stadion                                     |
| 3 juillet 2011             | Werchter                      | Belgique     | Rock Werchter                                      |
| 6 juillet 2011             | Oslo                          | Norvège      | Telenor Arena                                      |
| 8 juillet 2011             | Helsinki                      | Finlande     | Stade olympique d'Helsinki                         |
| 10 juillet 2011            | Saint-Pétersbourg             | Russie       | Complexe sportif et scénique pétersbourgeois       |
| 20 juillet 2011            | Glasgow                       | Royaume-Uni  | SECC                                               |
| 21 juillet 2011            | Aberdeen                      | Royaume-Uni  | AECC                                               |
| 23 juillet 2011            | Newcastle upon Tyne           | Royaume-Uni  | Metro Radio Arena                                  |
| 24 juillet 2011            | Sheffield                     | Royaume-Uni  | Motorpoint Arena                                   |
| 27 juillet 2011            | Nottingham                    | Royaume-Uni  | Trent FM Arena                                     |
| 28 juillet 2011            | Manchester                    | Royaume-Uni  | Evening News Arena                                 |
| 31 juillet 2011            | Birmingham                    | Royaume-Uni  | National Indoor Arena                              |
| 1er août 2011              | Cardiff                       | Royaume-Uni  | International Arena (en)                           |
| 3 août 2011                | Belfast                       | Royaume-Uni  | Odyssey Arena                                      |
| 5 août 2011                | Londres                       | Royaume-Uni  | O2 Arena                                           |
| 6 août 2011                | Londres                       | Royaume-Uni  | O2 Arena                                           |